# Paris-Roubaix 1902

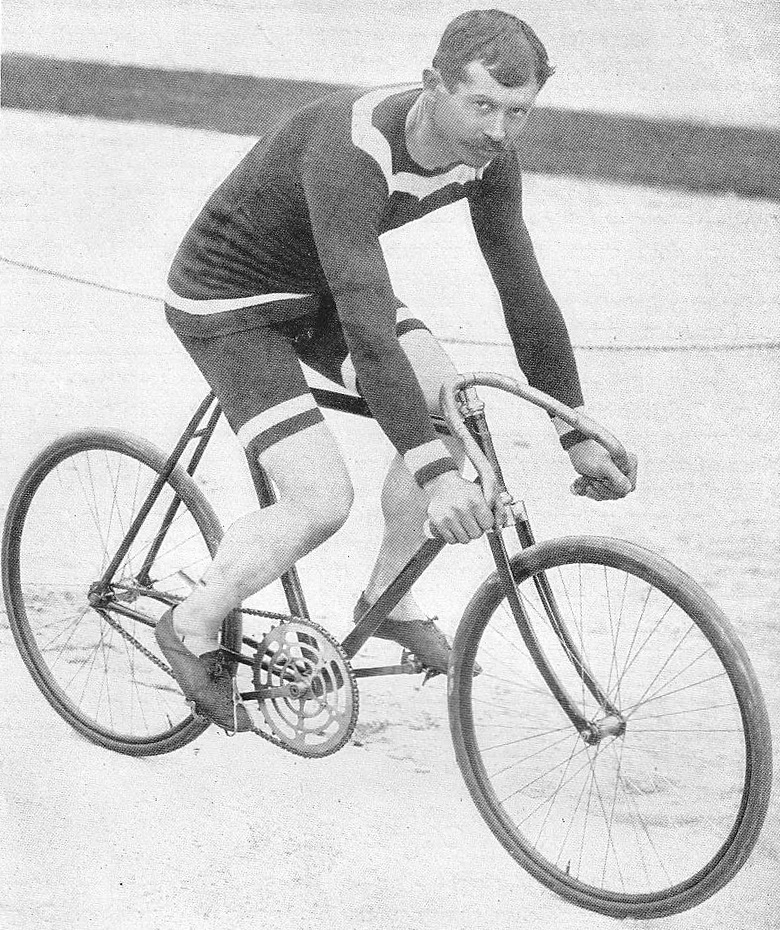
Lucien Lesna

La 7e édition de la course cycliste Paris-Roubaix a lieu le 30 mars 1902 et est remportée pour la deuxième année consécutive par le Français Lucien Lesna. L'épreuve compte 268 kilomètres. Au départ 50 coureurs sont engagés.

## Déroulement de la course
La course part de Chatou et se déroule sur 268 km derrière des motos. Sur les 50 cyclistes présents au départ, 31 sont à l'arrivée. Le gagnant Lucien Lesna termine la course avec une vitesse moyenne de 28,088 km/h. Il signe sa deuxième victoire après 1901.

## Classement final
|    | Cycliste          | Équipe | Temps             |
| -- | ----------------- | ------ | ----------------- |
| 1  | Lucien Lesna      | -      | 9 h 32 min 29 s   |
| 2  | Édouard Wattelier | -      | + 7 min 31 s      |
| 3  | Ambroise Garin    | -      | + 11 min 12 s     |
| 4  | Claude Chapperon  | -      | + 20 min 59 s     |
| 5  | Oscar Lepoutre    | -      | + 28 min 21 s     |
| 6  | Jean Fischer      | -      | + 28 min 57 s     |
| 7  | Philippe Leroux   | -      | + 33 min 07 s     |
| 8  | Émile Pagie       | -      | + 38 min 31 s     |
| 9  | Georges Pasquier  | -      | + 47 min 43 s     |
| 10 | B. Barbe          | -      | + 1 h 04 min 31 s |